# Jardin des Rosiers – Joseph-Migneret
Jardin des Rosiers – Joseph-Migneret (dříve Jardin Francs-Bourgeois-Rosiers) je veřejný park, který se nachází v Paříži ve 4. obvodu mezi ulicemi Rue des Francs-Bourgeois a Rue des Rosiers. Celková rozloha zahrady činí 2135 m2.

## Historie
Veřejný park vznikl v roce 2007 a byl dokončen roku 2014 spojením původně samostatných soukromých zahrad, které patřily k sousedícím městským palácům Hôtel Coulanges (dnes Dům Evropy), Hôtel de Barbes a Hôtel d'Albret. První část zahrady o rozloze 1040 m2 vznikla v roce 2007 se vchodem z ulice Rue des Francs-Bourgeois č. 31-35 přes nádvoří paláce Hôtel Coulanges. Po dokončení zahrady bude druhý vchod i z ulice Rue des Rosiers č. 10. Druhá část zahrady (1095 m2) se nachází za palácem Hôtel d'Albret.
Při svém vzniku byla část pozemku pokryta borkou, což městská samospráva neakceptovala a tak zde byl v roce 2008 vysazen klasický trávník.
V roce 2014 byla zahrada přejmenována na Jardin des Rosiers - Joseph-Migneret  na počest ředitele sousední základní školy Josepha Mignereta (1888-1949), který byl za druhá světová válka|druhé světové války členem odboje a zachránil některé děti před holokoustem.

## Vybavení parku
Uprostřed parku se nachází velký obdélník trávy s několika hračkami pro děti, je obklopen pásem rákosu z Provence a doplněn čtyřmi břízami. Okolo vede pruh chodníku. Z rostlin zde byly vysazeny latnatec nebo kostřava.